# Groene vijgvogel
De groene vijgvogel (Sphecotheres viridis) is een endemische vogelsoort die alleen voorkomt op Timor. Tot in de jaren 1990 was dit de nominaatvorm van alle vijgvogels uit Australazië.

## Verspreiding en leefgebied
De groene vijgvogel komt zowel in het Indonesische als het onafhankelijke Oost-Timor voor. Het is er een betrekkelijk algemene vogel.

## Status
De grootte van de populaties zijn niet gekwantificeerd en over trends in aantallen is niets bekend. Om deze redenen staat deze vijgvogel als niet bedreigd op de Rode Lijst van de IUCN.